# Welcome to the Masquerade
Welcome to the Masquerade es el quinto álbum de la banda Thousand Foot Krutch. Fue lanzado el 8 de septiembre de 2009. Trevor McNevan, líder de la banda, ha declarado: "Sí, creo que el nuevo disco es definitivamente más agresivo. En algunas áreas, es el más pesado que he estado". El álbum entró en el Billboard Top 200 en el puesto número 35 y las lista Christian Album charts en el puesto número 2.

## Listado de canciones
Todas las canciones escritas y compuestas por Steve Augustine, Joel Bruyere & Trevor McNevan. 
| Album release |                                        |          |  |
| N.º           | Título                                 | Duración |  |
| 1.            | «The Invitation (Intro)»               | 0:59     |  |
| 2.            | «Welcome to the Masquerade»            | 3:41     |  |
| 3.            | «Fire It Up»                           | 3:07     |  |
| 4.            | «Bring Me to Life»                     | 3:36     |  |
| 5.            | «E for Extinction»                     | 3:51     |  |
| 6.            | «Watching Over Me»                     | 4:18     |  |
| 7.            | «The Part That Hurts the Most (Is Me)» | 3:59     |  |
| 8.            | «Scream»                               | 3:26     |  |
| 9.            | «Look Away»                            | 4:01     |  |
| 10.           | «Forward Motion»                       | 3:54     |  |
| 11.           | «Outta Control»                        | 3:27     |  |
| 12.           | «Smack Down»                           | 3:21     |  |
| 13.           | «Already Home»                         | 4:30     |  |

Fan Edition

Todas las canciones escritas y compuestas por Steve Augustine, Joel Bruyere & Trevor McNevan. 
| Fan edition (additional tracks) |                     |          |  |
| N.º                             | Título              | Duración |  |
| 14.                             | «Shook»             | 3:25     |  |
| 15.                             | «Take It Out on Me» | 3:17     |  |
| 16.                             | «Anyone Else»       | 3:35     |  |

## Posicionamiento
| Año  | Listas                                | Peak Posición |
| ---- | ------------------------------------- | ------------- |
| 2009 | U.S. Billboard 200                    | 35            |
| 2009 | U.S. Billboard Top Alternative Albums | 8             |
| 2009 | U.S. Billboard Top Rock Albums        | 13            |
| 2009 | U.S. Billboard Top Christian Albums   | 2             |
| 2009 | U.S. Billboard Top Digital Albums     | 14            |

## Personal
- Trevor McNevan - vocalista, guitarrista
- Steve Augustine - baterista
- Joel Bruyere - bajista